# Рон Берджесс
Вільям Артур Рональд «Рон» Берджесс (англ. William Arthur Ronald «Ron» Burgess, нар. 9 квітня 1917 — 14 лютого 2005, Суонсі) — валлійський футболіст і тренер. Найбільш відомий виступами за «Тоттенгем Готспур» з 1936 по 1954 рік, з яким виграв чемпіонат Англії в сезоні 1950/51 під керівництвом тренера Артура Роу і тривалий час був капітаном команди.

## Ігрова кар'єра
Берджесс народився поблизу Суонсі в невеликому шахтарському містечку Cwm. Перші кроки у футболі він зробив у місцевому клубі Cwm Villa, де його помітили скаути з «Тоттенгем Готспур» — Берджесс виступав на позиції напівфорварда і за один сезон він забив 59 голів.
Його запросили приєднатися до клубу у статусі неоплачуваного юніора, і паралельно Рон знайшов собі роботу металургійного робітника в Чінгфорді. Після року в академії «шпор», у 1937 році «Тоттенхем» вирішив звільнити його, але перед від'їздом додому він грав у юніорському матчі і двічі забив, що змінило думку менеджера клубу Джека Тресадерна, і Берджесса залишили у клубі, після чого він став виступати за резервну команду у Нортфліті. де він грав з Біллом Ніколсоном.
У лютому 1939 року в грі проти «Норвіч Сіті» (2:1) Берджесс дебютував за основну команду «Тоттенгема» в матчі Другого дивізіону. Він відразу ж став основним гравцем і зіграв у 17 іграх чемпіонату і забив один гол 25 березня 1939 року проти «Суонсі Таун» (3:0), перш ніж офіційні ігри були перервані через війну.
Під час Другої світової війни він служив у британських королівських військово-повітряних силах, і хоча в цей період він часто був далеко від рідного Лондона, він часто виступав у статусі гостьового гравця у містах, де він перебував. Крім того, він провів десять неофіційних ігор за збірну Уельсу, а вже після закінчення війни, 13 листопада 1946 року проти Англії (0:3) на «Мейн-роуд» у Манчестері Рон провів свій перший перший «справжній» міжнародний матч за Уельс. Загалом він провів 32 матчі за Уельс до травня 1954 року, в якому у Відні валлійці зазнали поразки від Австрії з рахунком 0:2. Він також зіграв за збірну Великобританії у матчі проти решти Європи в 1947 році.
Після війни Берджесс займав провідну роль у півзахисті «шпор». Як лівий вінгер, він був капітаном команди, яка під керівництвом нового тренера та колишнього гравця Артура Роу вийшла до вищого дивізіону в 1949 році та виграла чемпіонат Англії наступного року.
Берджесс виступав за «Тоттенгем» до 37 років, перш ніж йому запропонували в серпні 1954 року стати гравцем і помічником тренера в клубі свого рідного міста «Суонсі Сіті», який грав у другому дивізіоні Англії.

## Тренерська кар'єра
З 1955 року Рон був головним тренером «Суонсі Сіті», де провів чотири роки, після чого приєднався до «Вотфорда» в 1959 році.
З 1963 року він тренував аматорський клуб «Гендон», з яким виграв Істмійську лігу та Кубок аматорів Англії, а через два роки приєднався до тренерського штабу «Фулгема». Також у 1965 році він виконував обов'язки тимчасового головного тренера національної збірної Уельсу в матчі проти Північної Ірландії, замінюючи відсутнього Дейва Боуена.
Згодом він очолював невеликі клуби «Бедфорд Таун» станом на січень 1966 року і пізніше «Гарроу Боро», після чого працював помічником у «Лінкольн» Сіті (1969), а в 1970-х роках він також був скаутом талантів у «Лутон Таун».
Закінчивши із футболом він працював на складі у канцелярській компанії в Велдстоуні, після виходу на пенсію кілька років жив у Вортінгу, а потім повернувся до рідного Уельсу. Він помер у Суонсі в лютому 2005 року у віці 87 років.

## Титули і досягнення
- Чемпіон Англії (1):

«Тоттенгем Готспур»: 1950-51
- Володар Суперкубка Англії (1):

«Тоттенгем Готспур»: 1951